# Kabinett Poincaré I

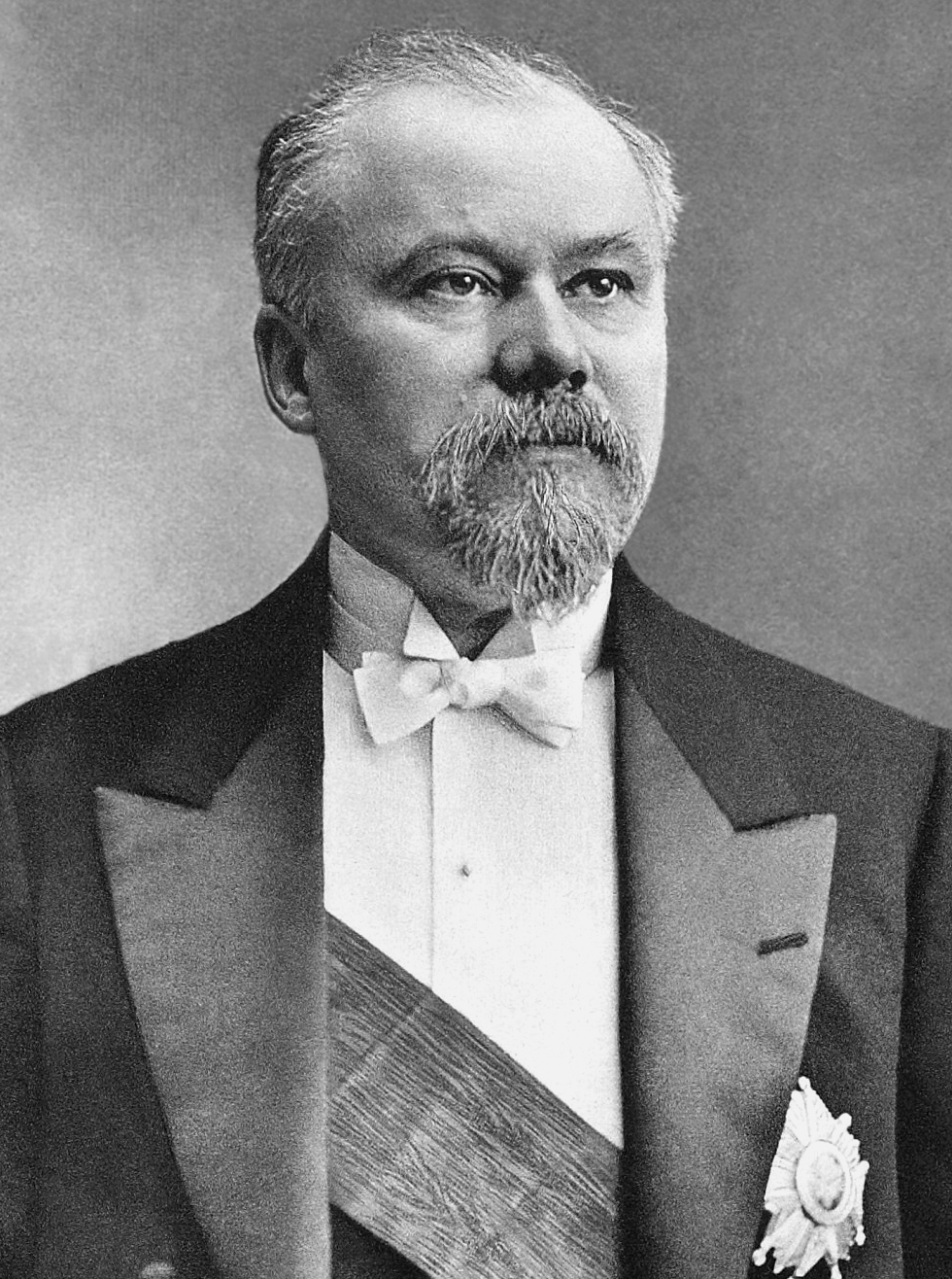
Raymond Poincaré war von 1912 bis 1913, 1922 bis 1924 sowie 1926 bis 1929 drei Mal Premierminister Frankreichs sowie zwischen 1913 und 1920 Staatspräsident

Das erste Kabinett Poincaré war eine Regierung der Dritten Französischen Republik. Es wurde am 14. Januar 1912 von Premierminister (Président du Conseil) Raymond Poincaré gebildet und löste das Kabinett Caillaux ab. Es blieb bis zum 21. Januar 1913 im Amt und wurde daraufhin vom Kabinett Briand III abgelöst.
Die Regierung wurde von der  Parti républicain démocratique (PRD), der Parti républicain-socialiste (PRS), der Parti républicain, radical et radical-socialiste (PRRRS) und den Radicaux indépendants (RI) getragen.

## Kabinett
Dem Kabinett gehörten folgende Minister an:
| Amt                                                    | Name                              | Partei    | Beginn der Amtszeit             | Ende der Amtszeit               |
| ------------------------------------------------------ | --------------------------------- | --------- | ------------------------------- | ------------------------------- |
| Premierminister                                        | Raymond Poincaré                  | PRD       | 14. Januar 1912                 | 21. Januar 1913                 |
| Außenminister                                          | Raymond Poincaré                  | PRD       | 14. Januar 1912                 | 21. Januar 1913                 |
| Kolonialminister                                       | Albert Lebrun René Besnard        | PRD PRRRS | 14. Januar 1912 12. Januar 1913 | 12. Januar 1913 21. Januar 1913 |
| Kriegsminister                                         | Alexandre Millerand Albert Lebrun | PRS PRD   | 14. Januar 1912 12. Januar 1913 | 12. Januar 1913 21. Januar 1913 |
| Minister für öffentlichen Unterricht und schöne Künste | Gabriel Guist’hau                 | PRD       | 14. Januar 1912                 | 21. Januar 1913                 |
| Innenminister                                          | Théodore Steeg                    | PRRRS     | 14. Januar 1912                 | 21. Januar 1913                 |
| Justizminister                                         | Aristide Briand                   | PRS       | 14. Januar 1912                 | 21. Januar 1913                 |
| Marineminister                                         | Théophile Delcassé                | RI        | 14. Januar 1912                 | 21. Januar 1913                 |
| Landwirtschaftsminister                                | Jules Pams                        | PRRRS     | 14. Januar 1912                 | 21. Januar 1913                 |
| Finanzminister                                         | Louis-Lucien Klotz                | PRRRS     | 14. Januar 1912                 | 21. Januar 1913                 |
| Minister für Arbeit und Sozialversicherung             | Léon Bourgeois                    | PRRRS     | 14. Januar 1912                 | 21. Januar 1913                 |
| Minister für öffentliche Arbeiten                      | Jean Dupuy                        | PRD       | 14. Januar 1912                 | 21. Januar 1913                 |
| Minister für Post und Telegrafie                       | Jean Dupuy                        | PRD       | 14. Januar 1912                 | 21. Januar 1913                 |
| Minister für Handel und Industrie                      | Fernand David                     | RI        | 14. Januar 1912                 | 21. Januar 1913                 |

### Unterstaatssekretäre
Dem Kabinett gehörten folgende Sous-secrétaires d’État an:
- Innenministerium: Paul Morel[4] (RI)
- Schöne Künste: Léon Bérard (PRD)
- Finanzministerium (bis 12. Januar 1913): René Besnard (PRRRS)
- Post- und Telegraphie: Charles Chaumet (PRRRS)

## Historische Einordnung
Das Kabinett Poincaré setzte im März 1912 die Ratifizierung des deutsch-französischen Vertrags durch und übernahm in der Folge durch den Vertrag von Fès Marokko als Protektorat. Im April kam es in Fès zu einem Aufstand, bei dem französische Offiziere getötet und das jüdische Viertel zerstört wurden.
Am 16. Juli 1912 wurde das Gesetz über die Ausübung ambulanter Berufe und die Regelung des Verkehrs von Nomaden erlassen. Sie mussten zwingend im Besitz eines Carnet anthropométrique (anthropometrisches Identitätsbuch) sein. Der sozialistische Abgeordnete des Departements Gironde, Antoine Jourde, stellte die Verwendung des Begriffs Roma (Romanichel) in Frage; der Minister für Handel und Industrie, Fernand David, gab eine ethnische Definition:

« Zigeuner erkennt man an folgenden Zeichen: Da ist zunächst ein Rassenzeichen, das Sie wie ich kennen ... (On reconnait des romanichels à des signes qui sont les suivants : il y a d’abord un signe de race que vous connaissez comme moi ...) »

Am 23. Dezember 1912 wurde das Gesetz über die Schaffung billigen Wohnraums erlassen (Habitation à bon marché, auch „Loi Bonnevay“ genannt.)
Im Januar 1913 wurde Raymond Poincaré zum Staatspräsidenten gewählt.